# Mathieu Bodmer
Mathieu Bodmer (Évreux, 22 de novembro de 1982) é um futebolista francês que atua como Zagueiro,Volante. Atualmente, joga pelo EA Guingamp.

## Carreira
Bodmer começou a carreira no Caen.

## Títulos
Lyon
- Campeonato Francês: 2007-08
- Copa da França: 2007-08

 Saint-Étienne
- Copa da Liga Francesa: 2012-13